# Drina (Madrid)
Drina je bila hrvatski emigrantski list.
Izlazila je u Madridu od 1951.
Osnivač tih novina bio je Vjekoslav Luburić. Uređivao ga je poznati hrvatski emigrant Ibrahim Pirić-Pjanić.

## Vanjske poveznice i izvori
- Bibliografija Hrvatske revije  Arhivirana inačica izvorne stranice od 20. lipnja 2006. (Wayback Machine) Franjo Hijacint Eterović: Trideset godina hrvatskog iseljeničkog tiska 1945-1975.